# 鄭昱
鄭昱（1427年—？），字時暉，浙江衢州府常山縣人，明朝政治人物。進士出身。

## 生平
天順三年（1459年）舉己卯科浙江鄉試第二十六名。成化二年（1466年）丙戌科會試第二百七十五名，殿試登進士第二甲第四十九名。

## 家族
曾祖鄭均保。祖父鄭肇。父亲鄭公勉，曾任縣丞。